# Landtagswahl in Salzburg 1969
- SPÖ: 13
- ÖVP: 13
- FPÖ: 6

Die Landtagswahl in Salzburg 1969 wurde am 23. März 1969 durchgeführt und war die sechste Landtagswahl im Bundesland Salzburg in der Zweiten Republik. Die Österreichische Volkspartei (ÖVP) verlor dabei 4,2 Prozentpunkte und zwei Mandate und erzielte mit einem Stimmenanteil von 40,7 Prozent nur noch 13 Mandate. Die Sozialistische Partei Österreichs (SPÖ) blieb mit einem leichten Minus von 0,5 Prozentpunkten hinter der ÖVP auf Platz 2, nahezu stabil und konnte ihre 13 Mandate halten, womit sie erstmals mit der ÖVP gleichzog. Großer Wahlgewinner war die Freiheitliche Partei Österreichs (FPÖ), die ihren Stimmenanteil um 6,2 Prozentpunkte steigern konnte und zwei Mandate hinzugewinnen. Mit einem Stimmenanteil von 18,0 Prozent stellte die FPÖ in der Folge sechs Landtagsabgeordnete im neugewählten Landtag. Die Kommunistische Partei Österreichs (KPÖ) scheiterte hingegen mit 0,7 Prozent ebenso am Einzug in den Landtag wie die Liste „Adolf Glanschig - Für Menschlichkeit, Recht und Freiheit in Österreich“ (MRF), der 0,2 Prozent das Vertrauen schenkte.
Der Landtag der 6. Gesetzgebungsperiode konstituierte sich in der Folge am 14. Mai 1969 und wählte die Landesregierung Lechner III zur neuen Salzburger Landesregierung. 

## Gesamtergebnis
|                                                            | Ergebnisse 1969  | Ergebnisse 1969  | Ergebnisse 1969  | Ergebnisse 1964  | Ergebnisse 1964  | Ergebnisse 1964  | Differenzen | Differenzen | Differenzen |
| ---------------------------------------------------------- | ---------------- | ---------------- | ---------------- | ---------------- | ---------------- | ---------------- | ----------- | ----------- | ----------- |
| Wahlberechtigte                                            | 254.296          | 254.296          | 254.296          | 232.355          | 232.355          | 232.355          | + 21.941    | + 21.941    | + 21.941    |
| Wahlbeteiligung                                            | 84,32 %          | 84,32 %          | 84,32 %          | 87,29 %          | 87,29 %          | 87,29 %          | - 2,97 %    | - 2,97 %    | - 2,97 %    |
|                                                            | Stimmen          | %                | Mand.            | Stimmen          | %                | Mand.            | Stimmen     | %           | Mand.       |
| Abgegebene Stimmen                                         | 214.435          |                  |                  | 202.816          |                  |                  | + 11.619    |             |             |
| Ungültig                                                   | 2.183            | 1,02 %           |                  | 1.899            | 0,94 %           |                  | + 284       | + 0,08 %    |             |
| Gültig                                                     | 212.252          | 98,98 %          |                  | 200.917          | 99,06 %          |                  | + 11.335    | - 0,08 %    |             |
| Partei                                                     |                  |                  |                  |                  |                  |                  |             |             |             |
| Österreichische Volkspartei (ÖVP)                          | 86.439           | 40,72 %          | 13               | 90.206           | 44,90 %          | 15               | - 3.767     | - 4,18 %    | - 2         |
| Sozialistische Partei Österreichs (SPÖ)                    | 85.775           | 40,41 %          | 13               | 82.177           | 40,90 %          | 13               | + 3.598     | - 0,49 %    | ± 0         |
| Freiheitliche Partei Österreichs (FPÖ)                     | 38.202           | 18,00 %          | 6                | 23.788           | 11,84 %          | 4                | + 14.414    | + 6,16 %    | + 2         |
| Kommunistische Partei Österreichs (KPÖ)                    | 1.466            | 0,69 %           | 0                | 2.362            | 1,18 %           | 0                | - 896       | - 0,49 %    | ± 0         |
| Für Menschlichkeit, Recht und Freiheit in Österreich (MRF) | 370              | 0,17 %           | 0                | nicht kandidiert | nicht kandidiert | nicht kandidiert | + 370       | + 0,17 %    | ± 0         |
| Europäische Föderalistische Partei (EFP)                   | nicht kandidiert | nicht kandidiert | nicht kandidiert | 2.384            | 1,19 %           | 0                | - 2.384     | - 1,19 %    | ± 0         |
| Gesamt                                                     | 212.252          | 100,00 %         | 32               | 200.917          | 100,00 %         | 32               | + 11.335    |             |             |